# Željeznički kolodvor Beograd Centar
Željeznički kolodvor Beograd Centar (srp. ćir. Железничка станица Београд Центар) poznat i kao Prokop, glavni je željeznički kolodvor u Beogradu nakon zatvaranja starog lipnja 2018. Kolodvor Beograd Centar je željeznički kolodvor i jezgra masivne rekonstrukcije beogradskog željezničkog čvora službeno započete 1974. u Beogradu, glavnom gradu Srbije. Željeznički kolodvor Beograd Centar se nalazi u beogradskoj općini Savskom Vencu, neposredno uz Bulevar Franša d'Eperea (dio koridora 10), u prokopu između ovog pravca, Bulevara kn. Aleksandra Karađorđevića i Bulevara Vojvode Putnika podno Topčiderskog brda.

## Linije
GSP Beograd prometuje na 11 tramvajskih, 8 trolejbuskih, 136 autobuskih i 6 sezonskih linija:

### Tramvaj
- Tramvajski promet u Beogradu

- 2 –  Pristanište – Vukov spomenik – Pristanište
- 3 –  Omladinski stadion – Kneževac
- 5 –  Kalemegdan / Beko / – Ustanička
- 6 –  Tašmajdan – Ustanička
- 7 –  Ustanička – Blok 45
- 9 –  Banjica – Blok 45
- 10 –  Kalemegdan / Beko / – Banjica
- 11 –  Kalemegdan / Beko / – Blok 45
- 12 –  Banovo brdo – Omladinski stadion
- 13 –  Blok 45 – Banovo brdo
- 14 –  Ustanička – Banjica

### Trolejbus
- Trolejbuski promet u Beogradu
- 19 –  Studentski trg – Konjarnik
- 21 –  Studentski trg – Učiteljsko selo
- 22 –  Studentski trg – Kruševačka2
- 28 –  Studentski trg – Zvezdara
- 29 –  Studentski trg – Medaković 3
- 40 –  Zvezdara – Banjica 2
- 41 –  Studentski trg – Banjica 2

### Autobus

#### Dnevne linije
- 15 –  Zeleni vijenac – Zemun / Novi grad /
- 16 –  Karaburma 2 – Novi Beograd / Paviljoni /
- 17 –  Konjarnik – Zemun / Gornji grad /
- 18 –  Medaković 3 – Zemun / Bačka /
- 20 –  Mirijevo 3 – Veliki Mokri Lug
- 23 –  Karaburma 2 – Vidikovac
- 24 –  Dorćol / SRC "Milan Muškatirović" / – Neimar
- 25 –  Karaburma 2 – Kumodraž 2
- 25 P –  Mirijevo 4 – Kumodraž / Stepina kuća /
- 26 –  Dorćol / Dunavska / – Braće Jerković
- 26 L –  Medaković 3 – Vojvode Vlahovića
- 27 –  Trg Republike – Mirijevo 3
- 27 E –  Novi Beograd / blok 20 / – Mirijevo 4
- 30 –  Slavija / Birčaninova / – Medaković 2
- 31 –  Studentski trg – Konjarnik
- 32 –  Vukov spomenik – Višnjica
- 32 E –  Trg Republike – Višnjica
- 33 –  Pančevački most / željeznička stanica / – Kumodraž
- 34 –  Željeznička stanica "Beograd Centar" – Ul. Pere Velimirovića
- 35 –  Novi Beograd / blok 20 / – Lešće / groblje /
- 35 L –  Omladinski stadion – Lešće / groblje / (linija ide kraćom trasom linije 202 i noćne linije 202)
- 36 –  Željeznička stanica "Beograd Centar" – Slavija – Glavni željeznički kolodvor – Železnička stanica "Beograd Centar"
- 37 –  Pančevački most / željeznička stanica / – Kneževac
- 38 –  Šumice – Pogon "Kosmaj" – Veliki mokri lug
- 38 L –  Pogon "Kosmaj" – (trasom linije 38) – (trasom linije 17) – Mostar
- 39 –  Slavija / Birčaninova / – Kumodraž 1
- 42 –  Slavija / Birčaninova / – Banjica (VMA) – Petlovo brdo
- 43 –  Novi Beograd / Ušće / – Kotež
- 44 –  Topčidersko brdo / Senjak / – Viline vode – Dunav Stanica
- 45 –  Zemun / Novi grad / – Blok 44
- 46 –  Glavni željeznički kolodvor – Mirijevo
- 47 –  Slavija / Birčaninova / – Resnik / željeznička stanica /
- 48 –  Pančevački most / željeznička stanica / – Miljakovac 3
- 49 –  Banovo brdo – Naselje Stepa Stepanović
- 50 –  Ustanička – Banovo brdo
- 51 –  Glavni željeznički kolodvor – Bijele vode
- 52 –  Zeleni vijenac – Cerak vinogradi
- 53 –  Zeleni vijenac – Vidikovac
- 54 –  Miljakovac 1 – Železnik – MZ Makiš
- 55 –  Zvezdara / pijaca / – Stari Železnik
- 56 –  Zeleni vijenac – Petlovo brdo
- 56 L –  Zeleni vijenac – Čukarička padina (linija ide kraćom trasom linije 56)
- 57 –  Banovo brdo – Naselje "Golf" – Banovo brdo
- 58 –  Pančevački most / željeznička stanica / – Novi Železnik
- 59 –  Slavija / Birčaninova / – Petlovo brdo
- 60 –  Zeleni vijenac – Novi Beograd / toplana /
- 65 –  Zvezdara 2 – Novo bežanijsko groblje
- 66 –  Vukov spomenik – Naučno tehnološki park "Zvezdara"
- 67 –  Zeleni vijenac – Novi Beograd / blok 70a /
- 68 –  Zeleni vijenac – Novi Beograd / blok 70 /
- 70 –  Bežanijska Kosa – Tranšped – RK Ikea
- 71 –  Zeleni vijenac – Bežanija / Ledine /
- 72 –  Zeleni vijenac – Zračna luka "Nikola Tesla"
- 73 –  Blok 45 – Batajnica
- 74 –  Bežanijska kosa – Omladinski stadion – Mirijevo 3
- 75 –  Zeleni vijenac – Bežanijska kosa
- 76 –  Blok 70A – Bežanijska kosa
- 77 –  Zvezdara – Bežanijska kosa
- 78 –  Banjica 2 – Zemun / Novi grad /
- 79 –  Dorćol / SRC "Milan Muškatirović" / – Mirijevo 4
- 81 –  Novi Beograd / Paviljoni / – Ugrinovački put – Altina 1
- 81 L –  Novi Beograd / Paviljoni / – Dobanovački put – Altina 1
- 82 –  Zemun / Kej oslobođenja / – Bežanijsko groblje – Blok 44
- 83 –  Crveni Križ – Zemun / Bačka /
- 84 –  Zeleni vijenac – Nova Galenika
- 85 –  Banovo brdo – Pupinov most – Borča 3
- 87 –  Čukarička padina – Banovo brdo (Zrmanjska) – Čukarička padina
- 88 –  Zemun / Kej oslobođenja / – Novi Železnik
- 89 –  Vidikovac – Čukarička padina – Novi Beograd / blok 61 /
- 91 –  Glavni željeznički kolodvor – Ostružnica / novo selo /
- 92 –  Glavni željeznički kolodvor – Ostružnica / Karaula /
- 94 –  Novi Beograd / blok 45 / – Miljakovac 1
- 95 –  Novi Beograd / blok 45 / – Borča 3
- 96 – Trg Republike – Borča 3
- 101 –  Omladinski stadion – Padinska Skela
- 102 –  Padinska skela – Vrbovsko
- 104 –  Omladinski stadion – Crvenka
- 105 –  Omladinski stadion – Ovča / željeznička stanica /
- 105 L –  Borča 3 – Ovča / željeznička stanica /
- 106 –  Omladinski stadion – PKB Kovilovo – Jabučki rit
- 107 –  Padinska skela – Dunavac
- 108 –  Omladinski stadion – Reva / Duboka bara /
- 109 –  Padinska skela – Čenta
- 110 –  Padinska skela – Put za Vrbovski – Sefkerin – Opovo
- 202 –  Omladinski stadion – Veliko Selo
- 302 –  Ustanička – Grocka – Begaljica
- 303 –  Ustanička – Zaklopača – Vrčin
- 304 –  Ustanička – Ritopek
- 305 –  Ustanička – Boleč
- 306 –  Ustanička – Leštane – Bubanj Potok
- 307 –  Ustanička – Vinča
- 308 –  Šumice – Veliki Mokri Lug
- 309 –  Zvezdara / pijaca / – Kaluđerica
- 310 –  Šumice – Mali Morki Lug – Šumice
- 400 –  Voždovac – Vrh Avale (linija je aktivna od 1. svibnja do 31. kolovoza)
- 401 –  Voždovac – Pinosava
- 402 –  Voždovac – Bijeli Potok
- 403 –  Voždovac – Zuce
- 405 –  Voždovac – Glumčevo brdo
- 405 L –  Glumčevo brdo – Nenadovac – Glumčevo brdo
- 406 –  Voždovac – Bijeli potok / željeznička stanica /
- 406 L –  Voždovac – Kumodraž – Bijeli potok / željeznička stanica /
- 407 –  Voždovac – Bijela Reka
- 408 –  Voždovac – Ralja / Drumine /
- 503 –  Voždovac – Resnik / željeznička stanica /
- 504 –  Miljakovac 1 – Resnik / željeznička stanica /
- 505 –  Miljakovac 1 – Miljakovačke staze
- 511 –  Glavni željeznički kolodvor – Sremčica
- 512 –  Banovo brdo – Sremčica / selo Gorica /
- 513 –  Velika Moštanica / centar / – Sremčica / selo Gorica /
- 521 –  Vidikovac – Železnik / Taraiš /
- 522 –  Novi Železnik – Milorada Ćirića – Novi Železnik
- 531 –  Banovo brdo – Rušanj
- 532 –  Banovo brdo – Rušanj / Ul. oslobođenja /
- 533 –  Banovo brdo – Orlovača / Groblje /
- 534 –  Cerak vinogradi – Ripanj / centar /
- 551 –  Glavni željeznički kolodvor – Velika Moštanica – Sremčica
- 552 –  Glavni željeznički kolodvor – Umka
- 553 –  Glavni željeznički kolodvor – Rucka
- 601 –  Glavni željeznički kolodvor – Surčin
- 602 –  Novi Beograd / blok 44 / – Vinogradska – SRC "Surčin"
- 603 –  Bežanija / Ledine / – Ugrinovci
- 604 –  Novi Beograd / blok 45 / – Petrovčić
- 605 –  Novi Beograd / blok 45 / – Boljevci – Progar
- 606 –  Dobanovci – Grmovac
- 607 –  Novi Beograd / Paviljoni / – Zračna luka "Nikola Tesla" – Surčin
- 610 –  Zemun / Kej oslobođenja / – Jakovo
- 611 –  Zemun / Kej oslobođenja / – Dobanovci
- 612 –  Novi Beograd / Paviljoni / – Kvantaška pijaca – Nova Galenika
- 613 –  Novi Beograd / Paviljoni / – Radiofar (trasom linije 65 od kružnog toka do Novog bežanijskog groblja)
- 700 –  Batajnica / željeznička stanica / – Batajnica / Vojvođanskih brigada / – Batajnica / željeznička stanica /
- 702 –  Batajnica / željeznička stanica / – Busije / crkva /
- 703 –  Batajnica – Ugrinovci
- 704 –  Zeleni vijenac – Zemun polje
- 705 –  Zemun / Kej oslobođenja / – "13. maj "
- 706 –  Zeleni vijenac – Batajnica
- 706 E –  Zemun / Kej oslobođenja / – Zračna luka "Batajnica"
- 707 –  Zeleni vijenac – Mala pruga – Zemun polje
- 708 –  Novi Beograd / blok 70a / – Zemun polje
- 709 –  Zemun / Novi grad / – TC Zmaj – Zemun Polje
- 711 –  Novi Beograd / Paviljoni / – Ugrinovci

(Linije ADA 1 – 5 prometuju od 22. lipnja do 31. kolovoza[koje godine?])

#### Noćne linije
Na 25 noćnih linija, od kojih su sve autobusne, prijevoz obavljaju samo privatne tvrtke. Prema odluci Direkcije za javni prijevoz iz 20. rujna 2010. godine, svim noćnim linijama bit će pridodan simbol "N" kako bi se jasno razlikovale od dnevnih linija. Neke noćne linije imaju istu početnu i završnu stanicu a trasa im se potpuno poklapa (26, 29 i 31), neke noćne linije imaju istu početnu i završnu stanicu a trasa im se djelomično poklapa (27), a neke ih nemaju.
- 15 –  Trg Republike – Zemun / Novi grad /
- 26 –  Dorćol / Dunavska / – Braće Jerković
- 27 –  Trg Republike – Mirijevo 3
- 29 –  Studentski trg – Medaković 3
- 31 –  Studentski trg – Konjarnik
- 32 –  Trg Republike – Višnjica
- 33 –  Trg Republike – Kumodraž
- 37 –  Trg Republike – Kneževac (linija ide kraćom trasom dnevne linije 37)
- 47 –  Trg Republike – Resnik / željeznička stanica /
- 48 –  Trg Republike – Miljakovac 2
- 51 –  Trg Republike – Bijele vode
- 56 –  Trg Republike – Rušanj
- 68 –  Trg Republike – Blok 45
- 75 –  Trg Republike – Bežanijska kosa
- 101 –  Trg Republike – Padinska skela
- 202 –  Trg Republike – (trasom linije 27) – (trasom linija 35 L i 202) – Veliko naselje
- 301 –  Trg Republike – Pionirski park – Tašmajdan – (trasom linija 6 i 7) – (trasom linije 302) – Begaljica (linija ide uz skretanje u Kaluđericu, Leštane, Vinču)
- 304 –  Trg Republike – (trasom linije 28) – Cvetkova pijaca – tramvajska okretnica "Ustanička" – (trasom linije 304) – Ritopek (linija ide uz skretanje u Leštane, Vinču i Boleč)
- 308 –  Slavija – (trasom linije 14) – (trasom linije 308) – Veliki Mokri Lug
- 401 –  Dorćol / Dunavska / – (trasom linije 10) – Banjica 2 – Bijeli potok – Pinosava
- 511 –  Trg Republike – Sremčica
- 601 –  Glavni željeznički kolodvor – (trasom linije 601) – Depo Sava – GO Novi Beograd – (trasom linije 601) – Surčin – Bečmen – Jakovo – Dobanovci
- 603 –  Trg Republike – GO Novi Beograd – Studentski grad – Ledine – (trasom linije 603) – Ugrinovci
- 704 –  Trg Republike – Nova Galenika – Zemun Polje
- 706 –  Trg Republike – Batajnica

#### Linije koje više ne prometuju
- 7 –  Ustanička – (trasom linije 14) – (trasom linije E1) – Blok 45
- 7 L –  Tašmajdan – Blok 45
- 9 –  Banjica 2 – Blok 45 (noćna linija)
- 11 –  Tašmajdan – Kalemegdan – Blok 45 (noćna linija)
- 13 –  Kalemegdan / Beko / – Banovo brdo
- 22 L –  Studentski trg – Slavija
- 27 L –  Vukov spomenik – Mirijevo
- 34 –  Admirala Geprata – Željeznička stanica "Beograd centar"
- 34 L –  Željeznička stanica "Beograd centar" – Bolnica "Dragiša Mišović"
- 36 –  Trg Republike – Viline vode – Dunav stanica
- 69 –  GO Novi Beograd – Depo "Sava"
- 93 –  Dorćol / SRC "Milan Gale Muškatirović / – Zvezdara / pijaca /
- 96 –  Trg Republike – (trasom linije 95) – Borča 3 (linija je išla uz skretanje u Kotež)
- 110 –  Padinska skela – Široka greda
- 302 L –  Ustanička – Kafana "Boleč"
- 306 L –  Ustanička – Leštane
- 404 –  Voždovac – Ripanj / Brđani /
- 406 –  Voždovac – Stara Lipovica
- 600 –  Bežanija / Ledine / – Dobanovci
- 602 –  Surčin – Jakovo
- 606 –  Surčin – Dobanovci
- 701 –  Trg Republike – Nova Galenika – Zemun polje – Nova Pazova (noćna linija)

## Ciljevi i historijat izgradnje
Kada se 1970-ih godina, za vrijeme mandata gradonačelnika Branka Pešića, počelo s izgradnjom beogradskog željezničkog čvora, predviđeno je izmještanje Glavnog željezničkog kolodvora s današnje pozicije čeonog kolodvora na Savskom trgu u prolazni kolodvor u Prokopu, na glavnom železničkom koridoru. Izmještanjem kolosijeka iz Savskog amfiteatra oslobodilo bi se 80 hektara ekskluzivnog građevinskog zemljišta uz rijeku Savu, procijenjene vrijednosti preko 5 milijardi eura, a da bi izgradnja u ovom prostoru generirala i do 20 milijardi eura.
Planovi za novi glavni željeznički kolodvor predvidjeli su propusnu moć od deset tisuća putnika po satu. Projekt novog željezničkog kolodvora bio je bez uzora u tadašnjoj arhitekturi i izazvao velike podjele u javnosti. Savjet za urbanizam Beograda je 1971. donio konačno projektno rješenje, nakon sedam i po sati vijećanja.
Na čelu tima koji je izradio projekt kolodvora bio je profesor Mihailo Maletin. Projekt je završen 1974., izgradnja je započela 8. listopada 1977., s planiranim rokom izgradnje od 18 mjeseci, pri čemu bi prvi vlak kroz kolodvor prošao na Dan rada, 1. svibnja 1979.
Projekt su financirali, po jednu trećinu cijene, SR Srbija, grad Beograd i željeznice. Izgradnja kolodvora je, međutim, stagnirala zbog ekonomske krize u zemlji. Radovi su obustavljeni 1980. godine, a u svibnju 1984. godine, za vrijeme gradske vlade Radoje Stefanovića, koja je godinu i po ranije zaustavila projekt beogradskog metroa, počinje se postavljati pitanje da li cio projekt ima smisla ili je možda bolje odustati. Radovi su tijekom 1980-ih nekoliko puta ponovo otpočinjani pa zaustavljani, uz konzervaciju gradilišta; izgradnja je nastavljena početkom 1990-ih, a zatim ponovo obustavljeni s raspadom SFRJ-a i sankcija UN-a. Tijekom ovih radova postavljene su tračnice i kolodvor je najnužnije osposobljen i djelomično uključen u međumjesni promet i sistem prigradske željeznice Beovoz, iako bez kolodvorske zgrade i prateće infrastrukture. U sam sistem Beovoza je 7. srpnja 1995. uključena podzemna stanica „Vukov spomenik“, čime se sistem počeo snažnije eksploatirati. Godinu dana kasnije, 7. srpnja 1996., predsjednik Slobodan Milošević uz pratnju predsjednika Vlade Mirka Marjanovića otvara radove na betonskoj ploči—krovu kolodvora, gdje bi se nalazio i poslovni prostor. Ploča je izgrađena, ali radovi bivaju ponovo obustavljeni novim sankcijama i bombardiranjem SRJ-a 1999.
Železnice Srbije su početkom 2005. raspisale međunarodni konkurs, kojim bi investitor završio izgradnju kolodvora, a zauzvrat dobio pravo izgradnje u komercijalno-poslovnom dijelu. Željeznice nisu imale sredstava da same završe projekt, za koji je procijenjeno da bi koštao oko 80 milijuna eura za sam kolodvor, i 150 milijuna eura za prateći komercijalni dio. Na konkursu je pobijedila mađarska firma „Trigranit“, koja je, međutim, naknadno počela postavljati dodatne uvjete i zahtjeve, pozivajući se na sumnje o isplativosti projekta. Ugovor s „Trigranitom“ je raskinut i, poslije dužeg političkog natezanja u Vladi Srbije, 24. ožujka 2008. je potpisan ugovor s „Energoprojektom“, drugoplasiranim na izvornom konkursu, o završetku radova na izgradnji kolodvora Beograd Centar u roku od 30 mjeseci. Međutim, pola godine kasnije, Vlada je odlučila da ne da suglasnost na potpisani ugovor, navodeći da ne postoji zakonska osnova da se investitor uknjiži kao vlasnik ploče na kojoj bi bio građen komercijalno-poslovni centar, jer se ova tretira kao gradsko građevinsko zemljište, koje se može jedino davati u zakup. Umjesto ovoga, Vlada je s „Energoprojektom“ u listopadu 2008. parafirala Protokol o nastavku izgradnje, koji produžuje ugovor o izgradnji iz 1996., kojim je „Energoprojekt“ angažiran kao izvođač „do završetka radova“. Prema novom Protokolu, gradnju financiraju Republika Srbija s 50 milijuna eura namijenjenih za izgradnju kolodvora i Grad Beograd s 22 milijuna eura za prilazne putove iz Bulevara kneza Aleksandra i autoputa Beograd–Niš, dok je izgradnja komercijalno-poslovnog centra potpuno izdvojena i bit će naknadno povjerena najboljem ponuđaču. Završetak radova na izgradnji stanice Beograd Centar najavljen je za 1. travnja 2010.
Prema pisanju „Blica“, u izgradnju kolodvora Beograd Centar do 2008. je uloženo oko 100 milijuna eura. Projekt je predviđao deset kolosijeka i šest perona na 3.000 kvadrata, s 10.000 kvadrata pratećeg poslovnog prostora ispod ploče, kao i komercijalno-poslovni centar od 128.000 kvadratnih metara iznad ploče. U projekt beogradskog željezničkog čvora je samo do kraja 1990-ih utrošeno oko dvije milijarde dolara.
U intervjuu u ožujku 2009., gradonačelnik Dragan Đilas je na pitanje „Šta se sada događa oko Prokopa?“ odgovorio: „Pa nažalost, ja koliko vidim, ništa.“ On je također rekao da Republika nema novca i da su se pojavile ideje da umjesto toga izgradnju kolodvora financira grad novcem koji je trebalo uložiti u izgradnju prilaznih prometnica, što on neće prihvatiti.

## Kolodvor Beograd-Centar danas
Kolodvor Beograd Centar je nakon zatvaranja Glavnog (starog) željezničkog kolodvora, glavni gradski kolodvor na kojemu se obavlja cijelokupan domaći i medjunarodni transport robe i putnika u gradu Beogradu, izuzev medjunarodne transportne veze prema Crnoj Gori koja se privremeno obavlja s gradske željezničke postaje Topčider. Kolodvor Beograd Centar opslužuje niskofrekventna minibus linija gradskog prometa broj 34L. I projekt beogradskog metroa i projekt lakog tračničkog sistema BeLaM predviđaju povezivanje Željezničkog kolodvora Beograd Centar (kao i stanice „Vukov spomenik“) u mrežu linija.

## Galerija
- pogled na stanicu u izgradnji s južne strane (listopad 2008.)
- deseti peron u izgradnji (listopad 2008.)
- pogled na kolodvor s istoka
- Pročelje nove kolodvorske zgrade, 2023.
- Unutarnji glavni hol kolodvorske zgrade, 2023.
- Unutrašnjost glavnog kolodvora
- Prolaz prema kolosijecima
- Interijer kolodvorske zgrade